# روپ
روپ (انگلیسی: The Roop) یک گروه موسیقی پاپ راک لیتوانی مستقر در ویلنیوس است. این گروه در سال ۲۰۱۴ با سه عضو ویدوتاس والیوکویشیوس، روبرتاس باراناوسکاس و مانتاس بانیوشاسکاس تشکیل شده‌است. این گروه تا کنون دو آلبوم استودیویی و یک آلبوم چندآهنگه منتشر کرده‌است.